# Enrico Cester
Enrico Cester (16 de marzo de 1988, Motta di Livenza, Véneto) es un voleibolista Italiano. Actualmente juega en el Lube Macerata.